# Влюблённый гробовщик
«Влюблённый гробовщик» (также известен под названиями «О смерти, о любви», «Смерть и любовь» и «Смерть-любовь»; итал. Dellamorte Dellamore) — кинофильм итальянского режиссёра Микеле Соави по мотивам романа Тициано Склави.

## Сюжет
Франческо Делламорте (Руперт Эверетт) — смотритель кладбища маленького итальянского городка. По какой-то непонятной причине мертвецы на этом кладбище, пролежав неделю в гробу, восстают из мертвых. Франческо приходится отправлять их обратно в могилы, что он и делает, выстрелом разнося им головы.
На одних из похорон Франческо влюбляется в молодую вдову (Анна Фальки). Она отвечает ему взаимностью и вскоре они занимаются любовью рядом с могилой бывшего мужа вдовы. Муж восстаёт из могилы, успевает укусить вдову, и она впадает в беспамятство. Франческо ожидает, что вдова оживёт, и не закапывает её, а дождавшись, стреляет в голову. После этого вдова вновь восстаёт из могилы, и Франческо понимает, что первый раз стрелял в живую женщину.
Параллельно развивается любовная история Ньяги, помощника Франческо. Он влюбляется в дочь мэра города. Вскоре та попадает в аварию, и её хоронят на кладбище. Ньяги достаёт из могилы её голову, и они начинают жить вместе в подвале (танцуют, едят, веселятся). Однажды мэр обнаруживает их. Голова дочери хочет выйти замуж за Ньяги, но мэр не соглашается. В результате трагической развязки умирает мэр и голова дочери мэра.
Смерть сообщает Франческо, что мертвецы перестанут оживать, если убивать живых выстрелом в голову. Ему снится сон, что он убил семерых. Наутро оказывается, что семь человек действительно умерли. Франческо начинает встречать женщин, похожих на всё ещё любимую вдову, они его отвергают. Убийства продолжаются, но несмотря на прямые улики, Франческо никто не арестовывает. Он хочет бросить всё и уехать из города, но оказывается, из города уехать невозможно. Нельзя уехать из города, пока не поймёшь разницу между жизнью и смертью…

## В ролях
- Руперт Эверетт — Франческо Делламорте
- Франсуа Аджи-Лазаро — Ньяги
- Анна Фальки — Она
- Микки Кнокс — маршал Страньеро
- Фабиана Формика — Валентина Сканаротти
- Клайв Ричи — доктор Версечи
- Катя Антон — подруга Клаудио
- Барбара Куписти — Магда
- Антон Александр — Франко
- Стефано Мацарелли — мэр Сканаротти
- Ренато Донис — муж Её
- Франческа Гамба — медсестра
- Елена Фреско — медсестра
- Вито Пассери — зомби

## Отличия фильма от романа
«В романе герой Франческо Делламорте описывается почти как отрицательный герой, я это хотел изменить. Роман более „эпизодичен“, и не совсем ясен… и гораздо кровавее!» — говорил Микеле Соави.

## Интересные факты
- Режиссёр фильма Микеле Соави появляется в камео «человек в парке».
- Мартин Скорсезе назвал фильм «О любви, о смерти» «одним из самых лучших итальянских фильмов 90-х годов»[2].
- Всех трёх женщин, с которыми свела судьба Франческо, играет одна и та же актриса — итальянская модель Анна Фальки.
- За специальные эффекты в фильме ответственен Серджо Стивалетти, много работавший с Дарио Ардженто.
- В США фильм вышел в 1996 году под названием Cemetery Man (можно перевести как Могильщик, Человек с кладбища или Кладбищенский человек).

## Награды и номинации
- 1994 — премия «Давид ди Донателло» за лучшую работу художника (Массимо Антонелло Геленг)
- 1995 — Приз жюри и приз зрительских симпатий на Международном фестивале фантастических фильмов в Жерармере — Микеле Соави
- 1995 — Фестиваль фантастических фильмов в Амстердаме — Лучший фильм (Серебряный крик) — Микеле Соави
- 1996 — Фестиваль фантастических фильмов «Fantasporto» — Лучший актёр — Руперт Эверетт
- 1997 — Международная неделя фантастического кино в Малаге — Лучший актёр — Руперт Эверетт
- 1997 — Международная неделя фантастического кино в Малаге — Лучшие спецэффекты — Серджио Стивалетти
- В 1997 году фильм также номинировался на премию «Сатурн» за лучший фильм ужасов